# Top Gear
Top Gear er et britisk tv-program, der primært handler om biler. Det er en relancering af det oprindelige program fra 1977 af samme navn, og det er blevet sendt siden 2002, og det er siden blevet det mest sete faktuelle fjernsynsprogram i verden. Efter det blev relanceret er det konventionelle bilprogram udviklet med en finurlig, humoristisk og nogle gange kontroversiel stil, og det er blevet et betydeligt program i britisk populær kultur. I de første 22 sæsoner blev programmet hyldet for dets visuelle stil og præsentation samt kritiseret for dets indhold og ofte politisk ukorrekte kommentarer der blev udtalt af de tidligere værter Jeremy Clarkson, Richard Hammond og James May. Klummeskribenten A. A. Gill, der er en af Clarksons nære venner og hans kollega på Sunday Times beskrev programmet som "en triumf for håndværket i programfremstilling, for den præcise, besatte musikalske redigering, og den polerede farvetoning og graduering".
Programmets relancering havde oprindeligt Clarkson, Hammond og Jason Dawe som værter med Andy Wilman som executive producer. Efter den første sæson blev Dawe erstattet med May, og denne sammensætning forblev uændret fra 2003 og frem til 25. marts 2015, hvor Clarkson blev informeret om, at hans kontrakt ikke ville blive fornyet efter en hændelse mellem ham og en producer. Efter Clarksons afgang annoncerede hans to medværter Richard Hammond og James May at de sammen med Andy Wilman ikke ville vende tilbage til en ny sæson uden ham, og valgte i stedet at arbejde sammen med Clarkson om at lave et nyt bilprogram kaldet The Grand Tour i samarbejde med amerikanske Amazon. Værterne til den 23. sæson var Chris Evans, Matt LeBlanc, Rory Reid, Sabine Schmitz, Chris Harris og Eddie Jordan. Chris Evans sagde op efter det sidste afsnit af sæsonen. I programmet medvirker også en anonym testkører kaldet "The Stig", der på trods af altid at have været en del af programmet er blevet spillet af flere forskellige racerkørere i løbet af serien. Heraf er den britiske racerkører Michael Collins nok den mest berømte, efter han blev fyret, fordi han havde afsløret sin identitet i en selvbiografi.
Nye sæsoner ble sendt første gang i Storbritannien på BBC Two og (fra sæson 20) på BBC Two HD. Fra sæson 14–19, før der blev lanceret en dedikeret BBC Two HD-kanal, blev nye episoder sendt simultant på BBC HD. Programmet vises også på kabel-tv i USA via BBC America, og i Latinamerika via BBC Entertainment samt i Europa og Sydøstasien via BBC Knowledge.

## Værterne
- Jeremy Clarkson Originale format (1988-00) Nuværende format (2002-2015)
- Richard Hammond Originale format (----) Nuværende format (2002-2015)
- James May Originale format (1999) Nuværende format (2003-2015)
- Jason Dawe Originale format (---) Nuværende format (2002-2002)
- Matt LeBlanc Nuværende format (2016-nu)
- Chris Evans Nuværende format (2016-2016)
- Rory Reid Nuværende format (2017-nu)
- Chris Harris Nuværende format (2017-nu)
- Eddie Jordan (gæstevært/kører) Nuværende format (2016-nu)
- Sabine Schmitz ( gæstevært/kører) Nuværende format (2016-nu)

- The Black Stig (Series 1 & 2) "Døde" da han kørte en Jaguar XJS ud over rampen på HMS Invincible.
- The White Stig (Series 3 – 15)
- The New White Stig (Series 16 – )

Andre Stig´s
- "The Stig's American Cousin" aka. "Big Stig" – identisk til The Stig, men overvægtig og langsommere kørende (Series 09 Episode 3)
- "The Stig's African Cousin" aka "African Stig" – samme hjelm, kørehandsker og -sko som The Stig, men ellers kun et hvidt lændeklæde (Series 10 Episode 4)
- "The Stig's Lorry-Driving Cousin" aka. "Rig Stig" – identisk til The Stig, men overvægtig og solbrun på den ene arm (Series 12 Episode 1)
- "The Stig's Communist Cousin" – identisk til The Stig, men rød (Series 12 Episode 1)
- "The Stig's Vegetarian Cousin" aka. "Janet Stig Porter" – identisk til The Stig, men grøn overall, solceller på hjelmen og Birkenstock-sandaler (Series 14 Episode 2)
- "The Stig's German Cousin" aka. "Herr Stig" aka. "Stiggy Ray Cyrus" – identisk til The Stig, bortset fra langt hår i nakken (Series 15 Episode 2)
- "The Stig's Italian Cousin" aka. "Bunga bunga Stig" – samme hjelm og sko, men iklædt jakkesæt (Series 18 Episode 1)
- "The Stig's Chinese Cousin" aka. "Attack Stig" – identisk, men angriber alle med karate (Series 18 Episode 2)
- "The Stig ́s Yorkshire Cousin" aka. T'Stig – identisk, men med blød kasket og to hunde (Special Top Gear DVD)

## Indholdet
Værterne i Top Gear tester mange forskellige biler, men flere specifikke "programdele" kendetegner det meget populære bilprogram;
- "A star in a reasonably priced car" - en berømt gæst, som kører en omgang på programmets bane, tid i en (rimeligt prissat) standardbil,
- Fast lap times, hvor biler som anmeldes prøvekøres på programmets bane, i reglen af The Stig for at få sammenlignelige resultater
- Jeremy vs Hamster & Captain Slow challenges, diverse udfordringer hvor de tre værter enten konkurrerer eller forsøger samarbejde.
- Buy a car for less than £xxx challenges, diverse udfordringer hvor de tre værter får et givent beløb til at løse en given udfordring

"Hamster" er et udtryk de bruger om Richard Hammond, grundet navnet, og det faktum at han er den mindste.
"Captain Slow" er et udtryk de bruger om James May, grundet hans tendens til at køre langsomt, trods at han er den eneste af Top Gear værterne der har kørt 417 km/t i en Bugatti Veyron Supersport.
Kælenavnet for Jeremy Clarkson er "Jezza".

## Power Laps
The Stig, Top Gears anonyme racerkører, har kørt en række forskellige biler på angivet tid på en særlig testbane. Bilerne omfatter både deciderede racerbiler, sportsvogne til almindelig vej, almindelige biler med særligt kraftige motorer. Desuden er der blevet afprøvet biler, som absolut ikke er beregnet til racerkørsel, for eksempel et BAE Sea Harrier kampfly.

## Top Gear test track
Den unikke bane, som Top Gear ofte bruger til at teste de forskellige biler. Alle "A star in a reasonably priced car" programdele bliver kørt på denne specielle bane, der er bygget oven på en gammel luftbase fra Anden Verdenskrig i samarbejde med Lotus, og er grundlæggende 8-talsformet.